# K. J. Choi
Choi Kyung-Ju (nascido em 19 de maio de 1970), às vezes conhecido como K. J. Choi, é um jogador sul-coreano de golfe profissional que atualmente disputa o PGA Tour.

## Carreira
Desde que se tornou profissional em 1994, Choi ganhou um total de vinte torneios mundiais de golfe profissionais, incluindo oito no PGA Tour, tornando-se o golfista mais bem-sucedido da Ásia. Conquistou o título do Players Championship de 2011, a vitória mais notável de sua carreira, e ficou mais de quarenta semanas no top 10 do ranking mundial.

## Vitórias profissionais (22)

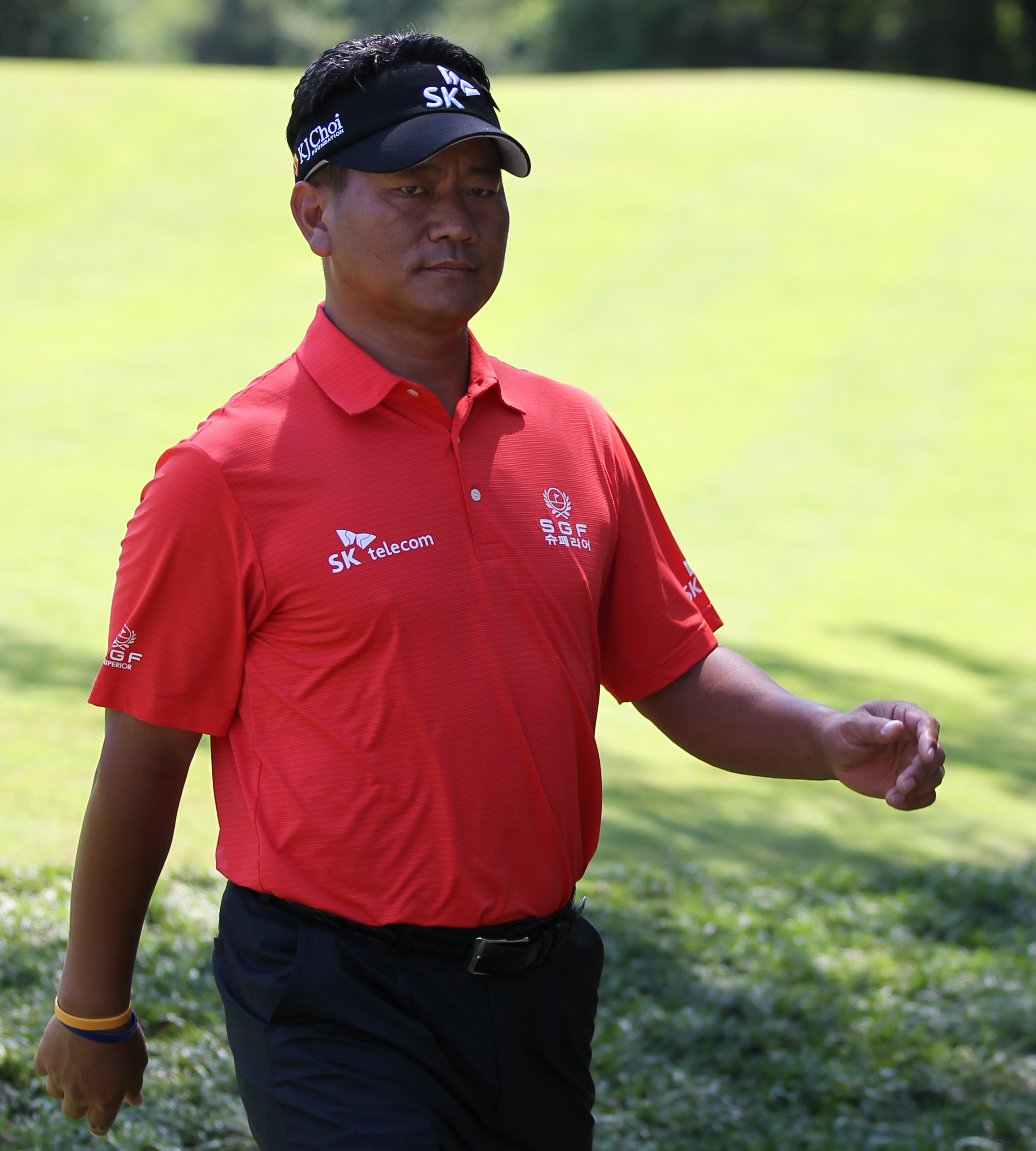
K. J. Choi em 2011

### Vitórias no PGA Tour (8)
| N.º | Data                   | Torneio                        | Placar          | Par | Margem    | Vice-campeões                |
| --- | ---------------------- | ------------------------------ | --------------- | --- | --------- | ---------------------------- |
| 1   | 5 de maio de 2002      | Compaq Classic of New Orleans  | 68-65-71-67=271 | −17 | 4 tacadas | Dudley Hart, Geoff Ogilvy    |
| 2   | 22 de setembro de 2002 | Tampa Bay Classic              | 63-68-68-68=267 | −17 | 7 tacadas | Glen Day                     |
| 3   | 2 de outubro de 2005   | Chrysler Classic of Greensboro | 64-69-67-66=266 | −22 | 2 tacadas | Shigeki Maruyama             |
| 4   | 29 de outubro de 2006  | Chrysler Championship          | 68-66-70-67=271 | −13 | 4 tacadas | Paul Goydos, Brett Wetterich |
| 5   | 3 de junho de 2007     | Memorial Tournament            | 69-70-67-65=271 | −17 | 1 tacada  | Ryan Moore                   |
| 6   | 8 de julho de 2007     | AT&T National                  | 66-67-70-68=271 | −9  | 3 tacadas | Steve Stricker               |
| 7   | 13 de janeiro de 2008  | Sony Open in Hawaii            | 64-65-66-71=266 | −14 | 3 tacadas | Rory Sabbatini               |
| 8   | 15 de maio de 2011     | Players Championship           | 70-68-67-70=275 | −13 | Playoff   | David Toms                   |

Registro de recordes no PGA Tour (1–0)
| N.º | Ano  | Torneio              | Adversário | Resultado                              |
| --- | ---- | -------------------- | ---------- | -------------------------------------- |
| 1   | 2011 | Players Championship | David Toms | Vence com par no primeiro buraco extra |